# Luís Polastri
Luís Polastri Neto (30 dicembre 1992) è un giocatore di football americano brasiliano, che gioca come linebacker per i Timbó Rex.

## Palmarès
- 1 Sulamericano (2023)
- 2 Brasil Bowl (Timbó Rex, 2016, 2022)
- 1 1. Lig (Koç Rams, 2018)
- 1 Liga Nacional de Futebol Americano (Sorocaba Vipers, 2015)
- 2 Campeonato Catarinense de Futebol Americano (Timbó Rex, 2016, 2017)
- 1 Campeonato Mineiro de Futebol Americano (Galo Futebol Americano, 2019)